# UFC 159
O  UFC 159: Jones vs. Sonnen foi um evento de Artes Marciais Mistas, promovido pelo Ultimate Fighting Championship ocorrido no dia 27 de abril de 2013, no Prudential Center em Newark, New Jersey.

## Background
O evento principal foi entre o atual campeão Jon Jones e o Desafiante Chael Sonnen pelo Cinturão Meio Pesado do UFC, no confronto de técnicos do TUF 17.
Jimy Hettes era esperado para enfrentar Steven Siler no evento, porém foi obrigado a se retirar do evento com uma lesão e foi substituído por Kurt Holobaugh.
Joe Proctor era esperado para enfrentar Al Iaquinta no evento, porém uma lesão o tirou do evento. Seria chamado um substituto para enfrentar Iaquinta, porém Iaquinta também se lesionou e a luta foi retirada ao todo do evento.
Erik Perez que era esperado para enfrentar Johnny Bedford no evento, foi obrigado a se retirar da luta com uma lesão. Seu substituto foi Bryan Caraway.
A luta entre os meio-médios James Head e Nick Catone aconteceria nesse card, mas Catone não bateu o peso e após Catone ir a um hospital, a luta teve que ser cancelada porque ele estava com desidratação.

## Card Oficial
Nota 1 Pelo Cinturão Meio-Pesado do UFC.

Nota 2 Bisping golpeou o olho de Belcher.

Nota 3 Healy havia vencido a luta por finalização, mas foi pego no antidoping.

Nota 4 Medeiros sofreu uma lesão no dedo.

## Bônus da Noite
- Luta da Noite:  Jim Miller vs.  Pat Healy
- Nocaute da Noite:  Roy Nelson
- Finalização da Noite:  Bryan Caraway